# Liviu Pop (delegat)
Liviu Pop (n. 9 iunie 1892, Cluj, Austro-Ungaria - d. 21. iunie 1963, Cluj, Republica Populară Română) a fost un deputat în Marea Adunare Națională de la Alba Iulia, organismul legislativ reprezentativ al tuturor românilor din Transilvania, Banat și Țara Ungurească, cel care a adoptat hotărârea privind Unirea Transilvaniei cu România, la 1 decembrie 1918.

## Biografie
Liviu Pop a fost membru al gărzii nationale din Gherla, medic și angajat diplomatic la Legația Română din Budapesta. Liviu Pop s-a născut la Cluj din părinții Simeon, funcționar de stat și soția Otilia născută la Man. Unul dintre bunicii materni, Nicolae Vlăduțiu, a deținut funcția de tribun militar în armata lui Avram Iancu. În 1921 s-a căsătorit cu  Ana Boilă, împreună cu care nu a avut copii. A fost înmormântat în cimitirul din Cluj.

## Studii
A urmat școala primară și liceul unitarian din Cluj. Bacalaureatul l-a obținut la liceul de stat din Gherla. Apoi a urmat cursurile Facultății de Medicină la Universitatea din Cluj (1910-1911), iar în 1915 a absolvit Facultatea de Medicină din Budapesta. Urmează timp de 3 ani cursuri de specializare în fiziologie, lucrând ca medic practicant. A fost medic asistent la Sanatoriul Elisabeta din Budapesta.

## Viața și activitatea
În toamna lui 1918 se întoarce de la Budapesta în Transilvania. Ajuns la Gherla, activează în cadrul Gărzilor Naționale. Colegiul electoral Gherla îl trimite ca delegat la Marea Adunare Națională de la Alba Iulia. După război a îndeplinit funcția de consultant la Clinica Medicală I, secția de boli pulmonare. În paralel a lucrat ca medic șef la la sanatoriul  Cosmuța și la cabinetul său medical privat. În perioada 1940-1944 a rămas în Cluj participând la rezistența anti-horthyistă în colectivul condus de către profesorul Emil Hațieganu și episcopii Iuliu Hossu și Nicolae Colan. În august-septembrie 1944 activitățile sale subversive au fost descoperite, fiind arestat de autoritățile horthyste. A fost internat la Clinica I de către doctorul Imre Hajnal scăpând, astfel, de execuție. A fost  externat la 11 octombrie 1944, când Clujul a fost eliberat de trupele române. După război a activat ca medic radiolog al Clinicii nr. II sub conducerea profesorului Ion Goia.
A contribuit la organizarea sportului românesc din Ardeal, fiind unul dintre întemeietorii unor cluburi și organizații sportive.